# بو ۲! یک هالووین مدیایی
بو تیلور پری ۲! یک هالوین مدیایی (انگلیسی: Boo 2! A Madea Halloween) یک فیلم به کارگردانی تایلر پری است که در سال ۲۰۱۷ منتشر شد.

## داستان
پس از مدرسه در تولد ۱۸ سالگی تیفانی، تیفانی ( دیاموند وایت ) و دوستش گابریلا ( اینانا سرکیس ) با پدر تیفانی برایان ( تایلر پری ) و برادر بی جی (دی دوبویز) بیرون از مدرسه روبرو می شوند. مادر تیفانی، همسر سابق برایان، دبرا ( تاجا وی. سیمپسون )، با شوهر جدیدش کالوین (آکنده مونالولا) وارد می‌شوند و تیفانی را با ماشینی که او می‌خواست غافلگیر می‌کنند (و امیدوار بودند پدرش به او بدهد). او و گابریلا بی پروا آن را به خانه فرات آپسیلون تتا می رانند، جایی که می شنوند که جاناتان ( یوسف اراکات ) و دیگران در حال برگزاری یک مهمانی هالووین در دریاچه دریک هستند. او امیدوار است که به خاطر خراب کردن مهمانی سال قبل آنها را جبران کند.

## بازیگران
- تایلر پری
- تیتو اورتیز
- اینانا سرکیس
- هانا استوکینگ